# Evangelische Kirche (Bonbaden)

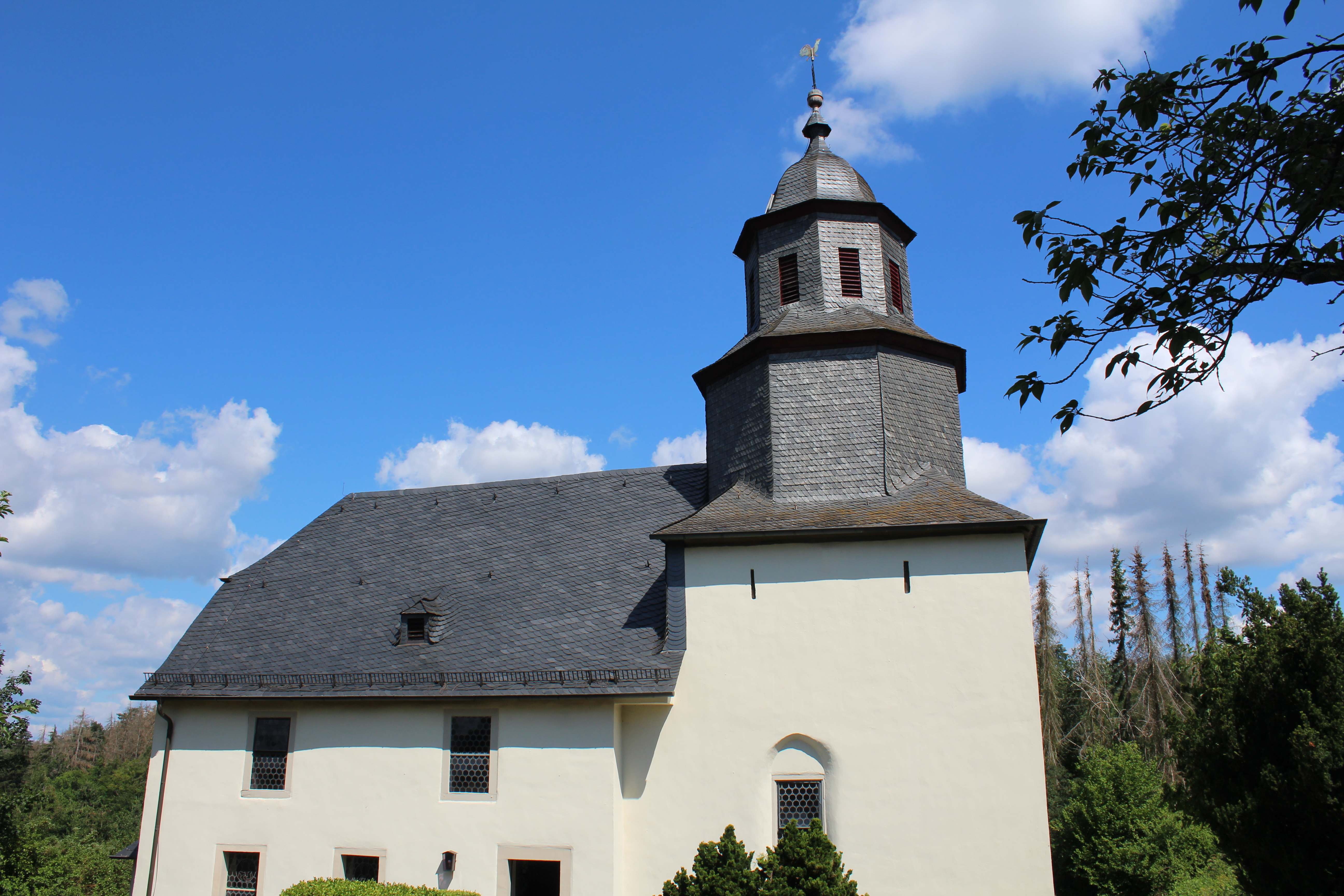
Evangelische Kirche Bonbaden

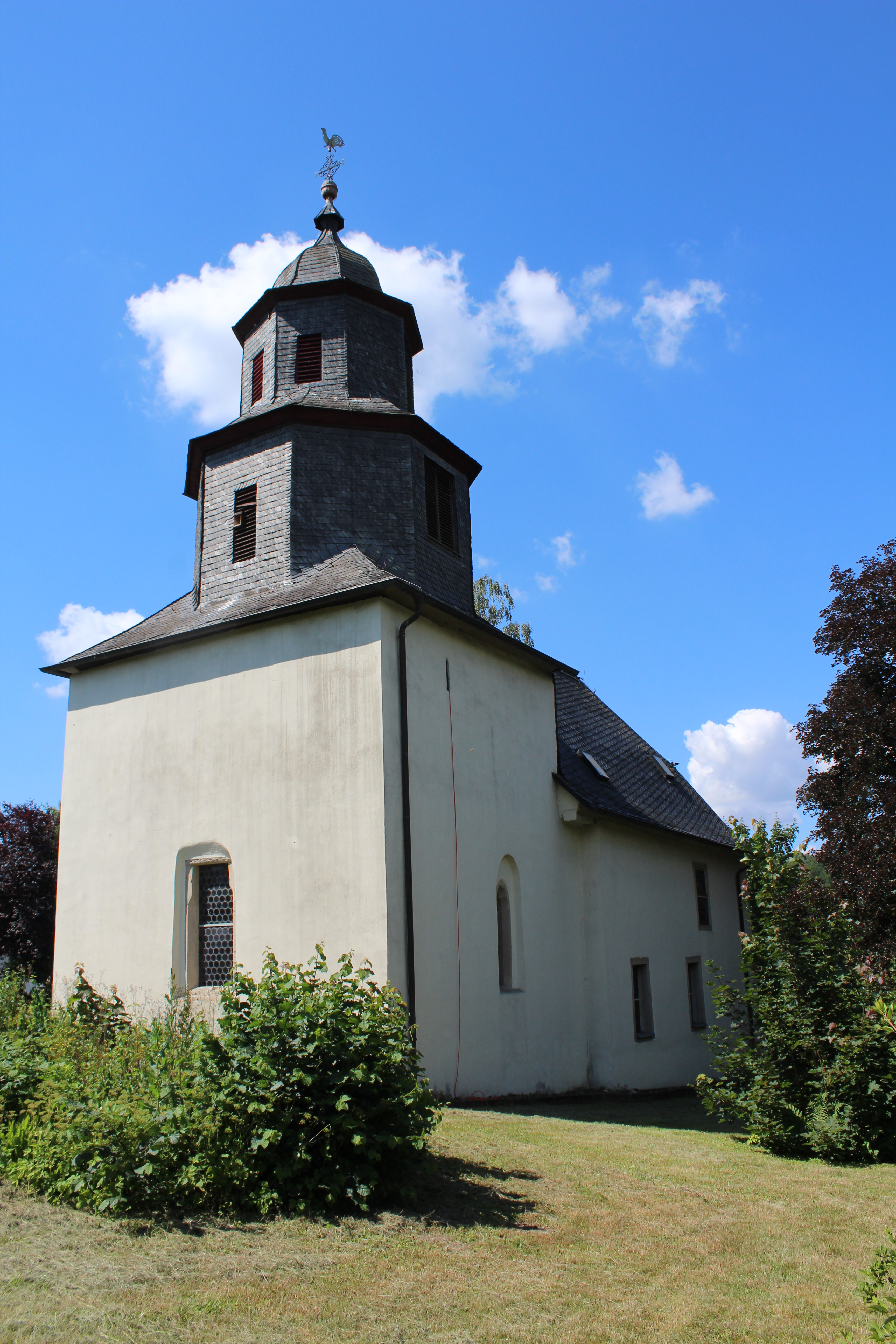
Ansicht von Nordosten

Die Evangelische Kirche in Bonbaden, einem Stadtteil von Braunfels in Mittelhessen, ist eine mittelalterliche Chorturmkirche. Der gedrungene Turm geht auf spätromanische Zeit zurück und wurde möglicherweise im 11. Jahrhundert errichtet. Die romanischen Wandmalereien werden Ende des 12. Jahrhunderts datiert. Turm und Kirchenschiff erhielten Ende des 17. Jahrhunderts ihr heutiges Aussehen. Die Kirche ist aufgrund ihrer geschichtlichen, künstlerischen und städtebaulichen Bedeutung hessisches Kulturdenkmal.

## Geschichte
Im Jahr 1260 ist ein „plebano de Banebaden“ urkundlich  nachgewiesen. Ein Pleban Wenherus ist 1306 und 1317 namentlich bezeugt. Die Kirche gehörte im Mittelalter zum Archipresbyterat Wetzlar im Archidiakonat St. Lubentius Dietkirchen in der Erzdiözese Trier. Sie war Sendort für mehrere Orte.
Die Reformation wurde spätestens 1549 unter Pfarrer Johannes Geissler eingeführt. Er gehörte zu den neun Solmser Pfarrern, die sich gegen die Einführung des Augsburger Interims aussprachen und die evangelische Lehre und die kirchliche Praxis verteidigten. In nachreformatorischer Zeit waren Neukirchen, Niederquembach und Schwalbach nach Bonbaden eingepfarrt. Unter Graf Konrad von Solms-Braunfels wurde 1582 auf der Hungener Synode das reformierte Bekenntnis beschlossen und im selben Jahr im Solsmer Gebiet eingeführt. In den Wirren des Dreißigjährigen Krieges wurde der evangelische Pfarrer Jonas Pistor mit seinen drei Kindern von den Spaniern vertrieben und die Kirchengemeinde von 1626 bis 1631 katholisch, um anschließend zum evangelischen Glauben zurückzukehren.
Das an den mittelalterlichen Turm angebaute kleine Kirchenschiff wurde 1694 im Stil des Barock umgebaut und erhielt ein Schopfwalmdach und zweizonige Fenster. Vermutlich wurden in diesem Zuge die Chorfenster verändert und der barocke Haubenhelm aufgesetzt. Rincker in Aßlar goss im Jahr 1700 eine neue Glocke. Bei einer tiefgreifenden Innenrenovierung im Jahr 1833 ließ die Gemeinde die Mittelpfosten im Schiff entfernen, an deren Stelle ein Hängewerk im Dachstuhl trat. Das Chorgewölbe wurde ausgebrochen und die hölzerne Innenausstattung weitgehend ersetzt. Die Kanzel fand ihren Aufstellungsort an der Ostseite. Abicht berichtet 1836, dass die zwei Glocken neueren Datums sind. 1872 wurde eine neue Glocke von Glockengießer Otto aus Gießen angeschafft, die 1917 zu Kriegszwecken abgeliefert wurde. Dasselbe Schicksal erlitt eine Rincker-Glocke von 1885. Im Jahr 1902 stiftete Albert Hofmann vier Glasfenster mit Glasmalerei der Evangelisten. Zwei nach dem Ersten Weltkrieg angeschaffte Glocken wurden 1943 eingeschmolzen und 1950 durch neue Rincker-Glocken ersetzt und 1967 um eine weitere Glocke ergänzt. Neukirchen wurde 1976 aus dem Bonbadener Kirchspiel ausgegliedert und Oberndorf zugeschlagen, im Jahr 2004 aber wieder mit Bonbaden und Schwalbach verbunden. 1986 wurden an der nördlichen Chorwand Reste mittelalterlicher Wandmalereien freigelegt.
Die Kirchengemeinde gehörte bis Ende 2018 zum Kirchenkreis Braunfels, der 2019 in den Evangelischen Kirchenkreis an Lahn und Dill in der Evangelischen Kirche im Rheinland aufging. Am 1. Januar 2020 schlossen sich die Kirchengemeinden Schwalbach, Neukirchen und Bonbaden, die seit der Reformation die meiste Zeit eine pfarramtliche Verbindung eingegangen waren, zur evangelischen Kirchengemeinde Bonbaden-Schwalbach-Neukirchen zusammen.

## Architektur

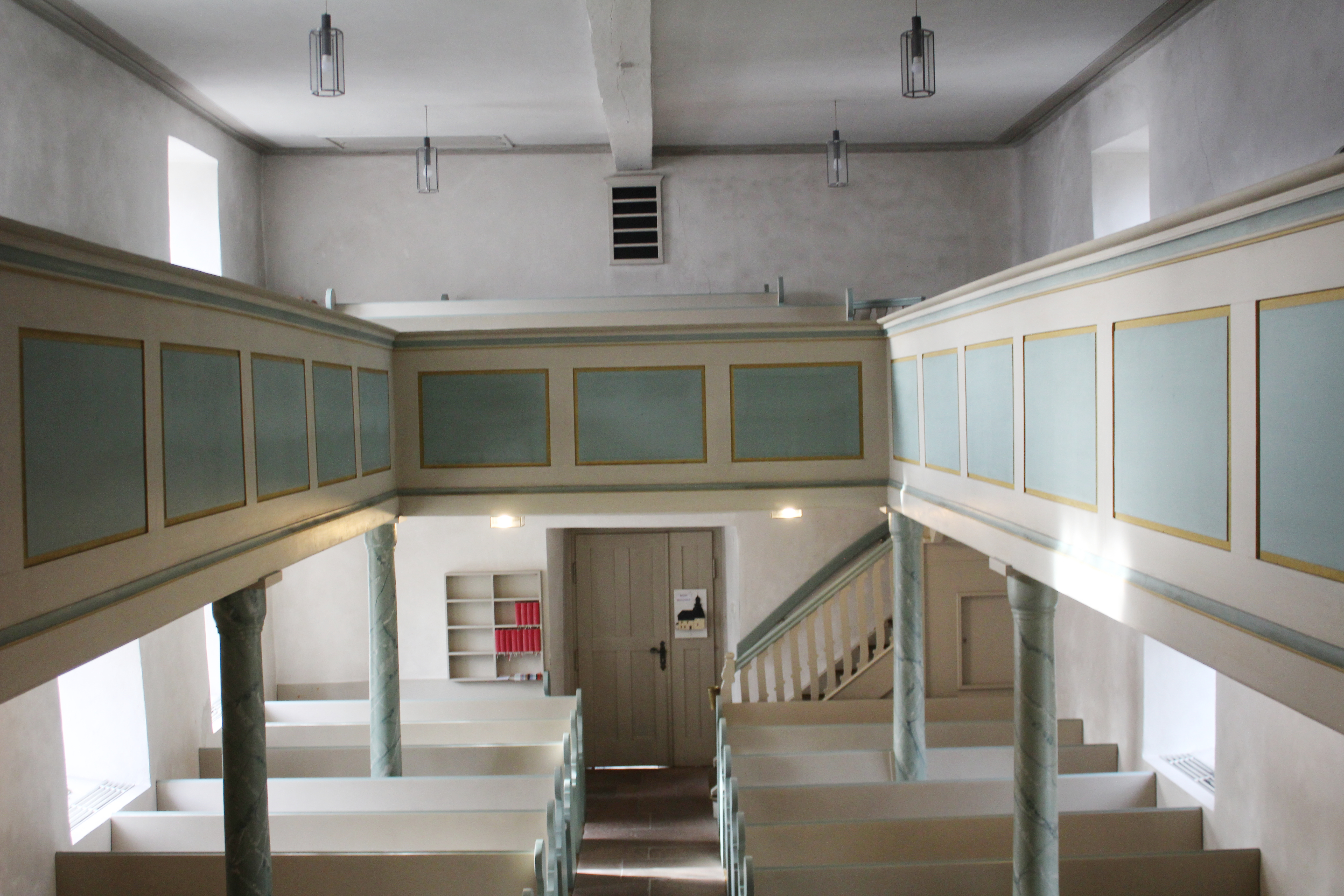
Emporen von 1833

Die in etwa geostete Chorturmkirche ist in Hanglage am nördlichen Ortsrand errichtet. Sie liegt inmitten eines umfriedeten Kirchhofs, dessen alte Mauern noch erhalten sind. Der Friedhof wurde bis 1952 genutzt und 1962 aufgelassen.
Ältester Baukörper ist der mittelalterliche, gedrungene Turm auf nahezu quadratischem Grundriss (7,25 × 7,36 Meter). Er stammt aus spätromanischer Zeit und war ursprünglich gewölbt. Gegenüber dem Schiff ist er leicht eingezogen. Die dicken Mauern und die zwei Schießscharten unterhalb der Traufe im Süden und eine weitere im Norden deuten auf seinen ursprünglich wehrhaften Charakter. Die Turmhalle wird durch drei kleine Fenster (wohl von 1694) mit Wabenverglasung belichtet. Im Süden ist das rechteckige Fenster in eine spitzbogige Nische eingelassen, im Osten ist die Nische korbbogenartig ausgehauen und im Norden weisen die Reste eines Maßwerkfensters in einer Rundbogennische auf einen Umbau in spätgotischer Zeit. Der vollständig verschieferte barocke Haubenhelm mit hochrechteckigen Schallöffnungen für das Geläut ist oktogonal und zweigeschossig gestaltet. Über dem achtseitigen Schaft erhebt sich ein kleineres Obergeschoss. Die Welsche Haube wird von einer Doppelspitze mit Turmknauf (20,23 Meter hoch) und einem verzierten Kreuz mit vergoldetem Wetterhahn bekrönt, der eine Höhe von 21,94 Meter erreicht. Der Turm beherbergt drei Glocken von Rincker, zwei von 1950 und eine von 1967.
Das Kirchenschiff weist einen rechteckigen Grundriss auf (10,03 Meter lang, 9,90 Meter breit und 8,03 Meter hoch). Der Dachfirst erreicht eine Höhe von 10,86 Meter. Das Schiff wird von einem verschieferten Schopfwalmdach bedeckt, dem im Süden eine kleine Gaube mit Dreiecksgiebel aufgesetzt ist. Das Schiff wird durch kleine hochrechteckige Fenster mit Wabenverglasung und schlichten Gewänden in zwei Zonen belichtet. An der Südseite sind unten und oben je zwei und im Norden unten zwei und oben ein Fenster eingelassen, die Westseite ist fensterlos. Die Fenster mit den Medaillons der vier Evangelisten wurden 1902 gestiftet. Das Schiff wird im Westen und Süden durch je ein hochrechteckiges Portal erschlossen, während das im Westen einen kleinen hölzernen Vorbau mit einem verschieferten Vordach hat (3,00 × 2,20 Meter).

## Ausstattung

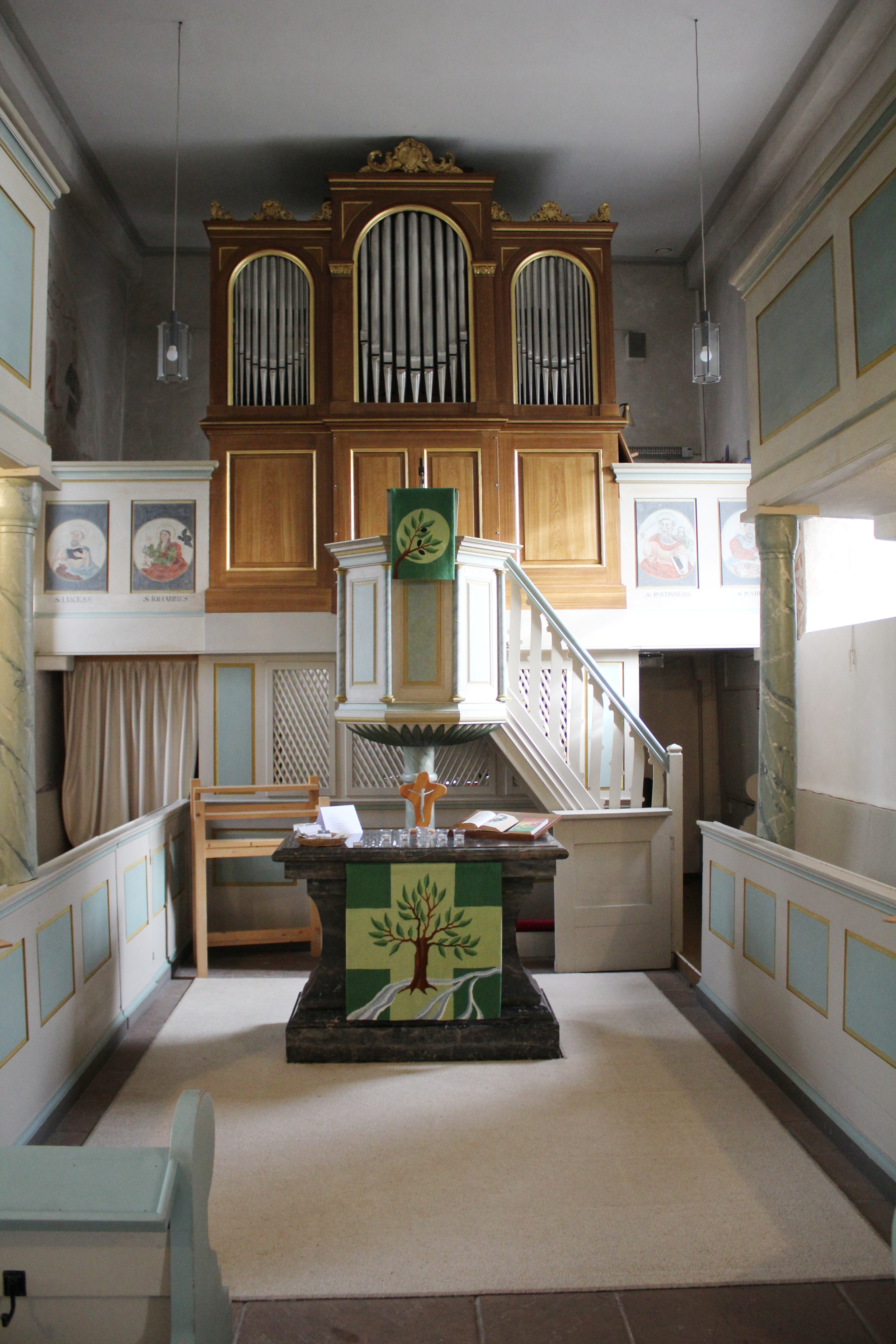
Innenraum Richtung Orgelempore

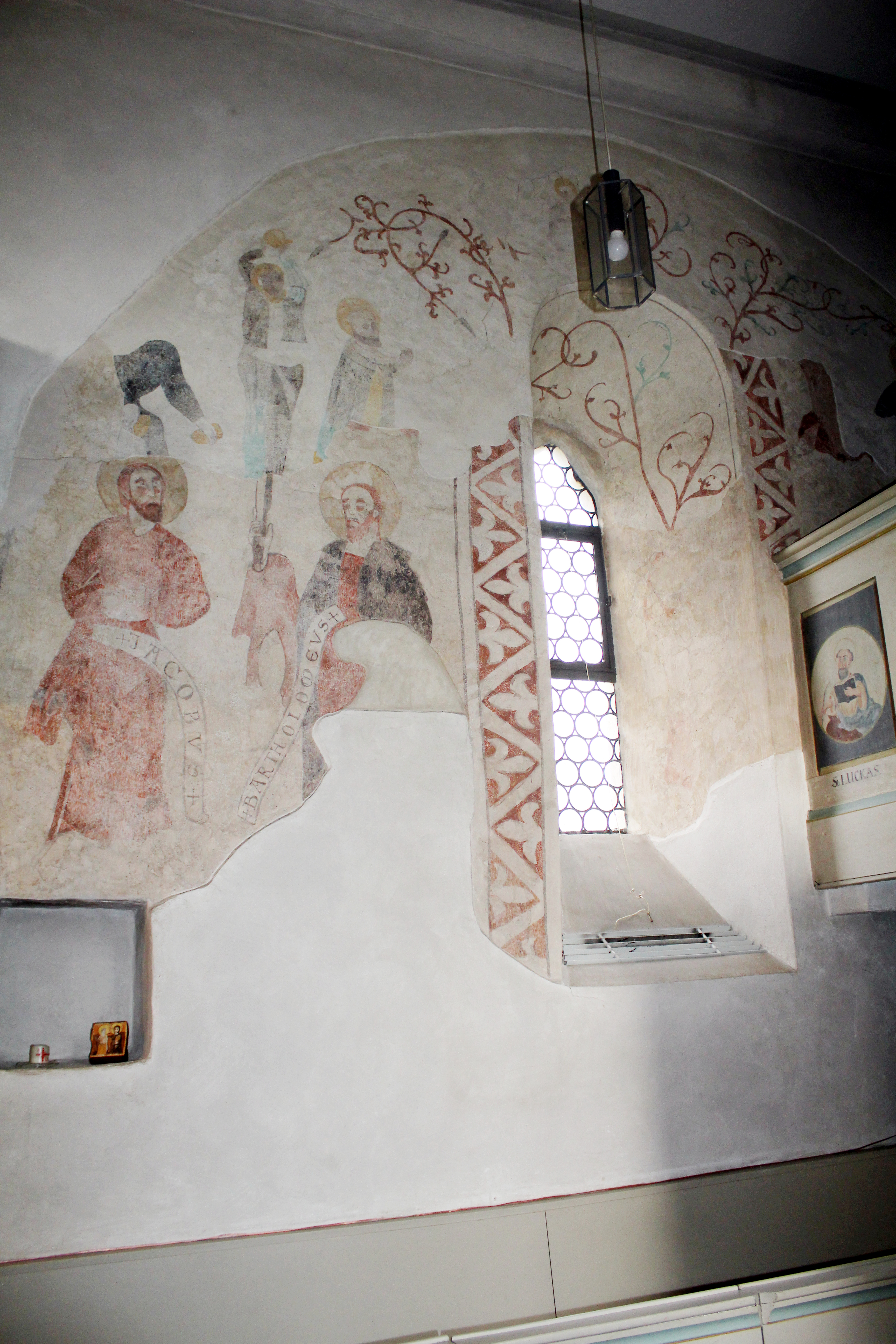
Wandmalereien an der Nordwand

Der Innenraum wird von einer Flachdecke abgeschlossen, die im Turm etwas niedriger ist als im Schiff. Die Decke im Turm wird an der Nord- und Südwand von zwei Längsunterzügen gestützt, die noch bis ins halbe Schiff hineinreichen und dort auf Wandstützen enden. Die Decke im Schiff ruht auf einem mittigen Längsunterzug. Neben der Ostwand beherrscht die im Schiff dreiseitig umlaufende, hölzerne Empore von 1833 den Innenraum. Sie wird von mintfarben-marmoriert bemalten Rundsäulen gestützt und endet vor dem Chor. Die weiße Brüstung hat schlichte kassettierte Füllungen in hellblauer Fassung. Der Boden ist mit roten Sandsteinplatten belegt.
Die 1986 freigelegten Secco-Wandmalereien an der nördlichen Chorwand bestehen aus einer ersten, spätromanischen und einer zweiten, spätgotischen Schicht. Sie zeigen die Apostel Bartholomäus (mit abgezogener Haut) und Jakobus mit Spruchbändern und die Anbetung der Könige. Die romanischen Malereien werden 1160–1190 datiert. Ursprünglich waren wahrscheinlich alle Apostel dargestellt. Die Laibungen der Chorfenster haben innen Rankenmalereien und am Rand ein Zickzackband mit Lilienornamenten. In der nördlichen Chorwand ist eine quadratische Sakramentsnische eingelassen.
Die Prinzipalstücke Altar, Kanzel und Orgel sind entsprechend protestantischer Tradition über- und hintereinander an der Ostseite angeordnet. Der Altar aus massivem schwarzen Lahnmarmor hat eine überstehende Platte und einen geschweiften Fuß. Die hölzerne polygonale Kanzel ersetzt eine Kanzel von 1653 und ist unten mit der Jahreszahl 1833 bezeichnet. Sie ist an einer Kanzelwand unterhalb der Orgelempore angebracht. Die pastellfarbenen Kanzelfelder werden durch Halbsäulen gegliedert und haben hochrechteckige Füllungen, die mit den Emporen korrespondieren. Der Kanzelkorb mit rechtsläufiger Treppe wird durch ein profiliertes Kranzgesims abgeschlossen und ruht auf einer marmoriert bemalten Säule. Der Raum hinter der Kanzelwand dient als Sakristei und hat im oberen Bereich durchbrochenes Rautenwerk. Die rechte Tür führt in die Sakristei und die linke zur Orgelempore, die etwas niedriger als die Empore im Schiff und älter ist. Während der mittlere Bereich der Empore vom Untergehäuse der Brüstungsorgel eingenommen wird, hat sie außen je zwei Füllungen. Sie stammen aus dem Jahr 1694 und zeigen im Stil der Bauernmalerei die vier Evangelisten mit ihren Evangelistensymbolen.
Das schlichte hölzerne Kirchengestühl lässt im Kirchenschiff einen Mittelgang frei. Die Chorbänke an der Nord- und der Südmauer haben Brüstungen mit Füllungen, die den Emporen entsprechen.

## Orgel

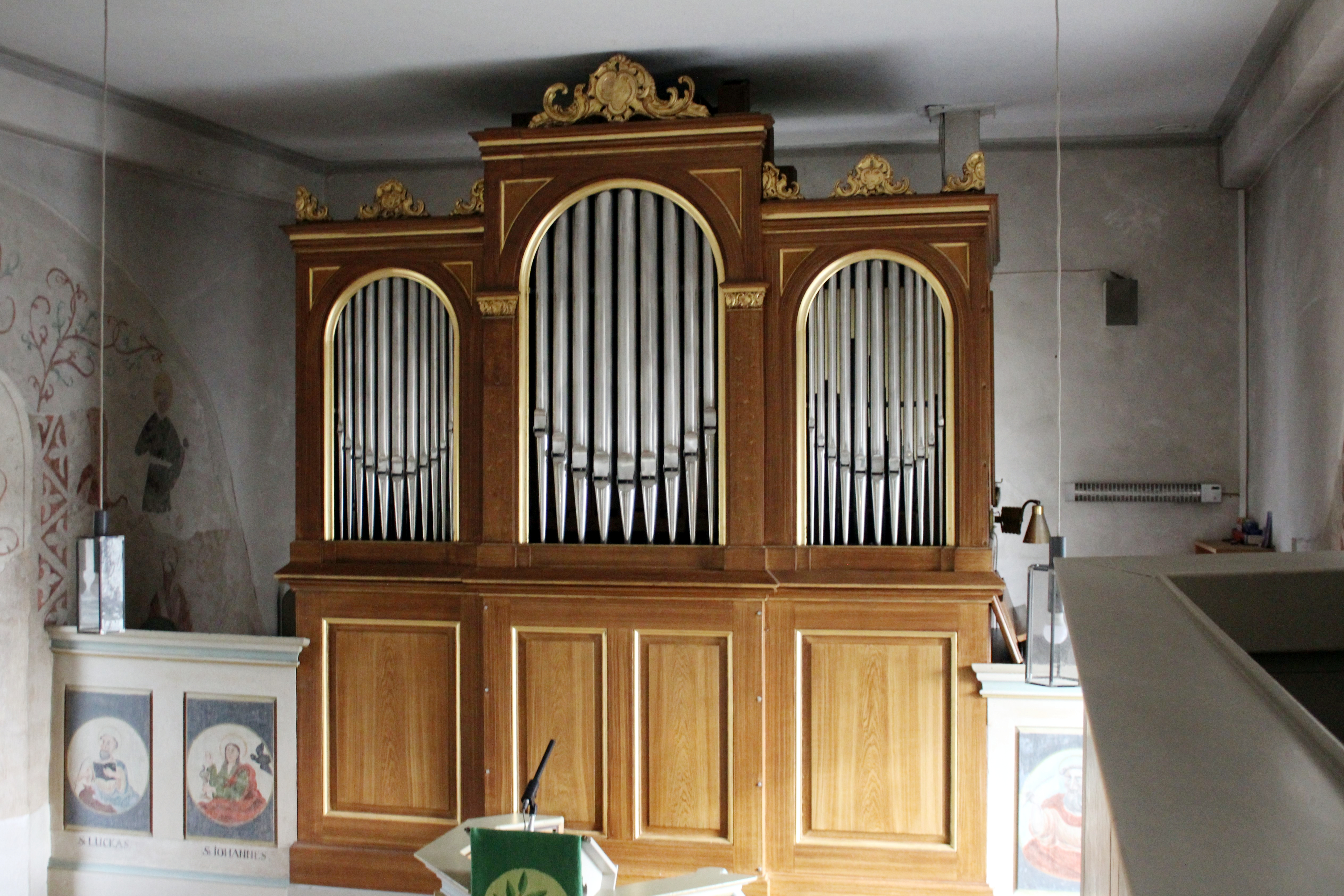
Raßmann-Orgel von 1891

Im Jahr 1833 ist von der Reparatur einer älteren Orgel die Rede, die Peter Weil ausführte. Als Weil sich im selben Jahr um die Orgelreparatur in Altenkirchen bemühte, führte er seine Arbeit in Bonbaden als Zeugnis an. Abicht berichtete 1836 vom guten Zustand der Orgel. Das Instrument wurde 1891 durch Gustav Raßmann ersetzt. Die Prospektgestaltung ist zeittypisch mit drei Rundbogenfeldern, von denen das mittlere überhöht ist. 1917 wurden die zinnernen Prospektpfeifen zu Kriegszwecken abgeliefert, in den 1920er Jahren wurden sie ersetzt. Die Firma Orgelbau Hardt erweiterte die Orgel 1974 um ein Register und tauschte ein weiteres Register aus, das 1983 wiederum ersetzt wurde. Seitdem verfügt die Orgel über acht Register auf einem Manual und Pedal mit insgesamt 503 Pfeifen. Die Disposition lautet wie folgt:
| I Manual C–f3 |       |
| Principal     | 8′    |
| Gedackt       | 8′    |
| Salicional    | 8′    |
| Octave        | 4′    |
| Rohrflöte     | 4′    |
| Waldflöte     | 2′    |
| Mixtur IV     | 1 ⁄3′ |

| Pedal C–d1 |     |
| Subbass    | 16′ |

- Koppel: I/P